# George Beluso Rimando
George Beluso Rimando (* 22. Februar 1953 in Tagum) ist Weihbischof in Davao.

## Leben
Der Prälat von Tagum, Joseph William Regan MM, weihte ihn am 22. April 1980 zum Priester. Papst Benedikt XVI. ernannte ihn am 4. März 2006 zum Titularbischof von Vada und Weihbischof in Davao.
Der Erzbischof von Davao, Fernando Capalla, spendet ihm am 25. Mai desselben Jahres die Bischofsweihe; Mitkonsekratoren waren Romulo Geolina Valles, Bischof von Kidapawan, und Wilfredo Manlapaz, Bischof von Tagum.